# Pagardewa
Pagardewa is een bestuurslaag in het regentschap Bengkulu Tengah van de provincie Bengkulu, Indonesië. Pagardewa telt 302 inwoners (volkstelling 2010).